# Ride Me Back Home
Ride Me Back Home — 69-й студийный альбом американского кантри-музыканта Вилли Нельсона, изданный 21 июня 2019 года на студии Legacy Recordings. Продюсером альбома выступил Бадди Кэннон. Заглавная композиция принесла Нельсону девятую премию «Грэмми» в номинации «Лучшее сольное исполнение в стиле кантри».

## История
Во время интервью на радио Sirius XM Satellite Radio, вышедшего в эфир 13 апреля 2019 года, Нельсон объявил о выходе альбома. Материал состоит в основном из оригинальных записей, написанных продюсером Бадди Кэнноном и Нельсоном. В то же время заглавный трек был написан Сонни Трокмортоном. Нельсон решил записать песню «Ride Me Back Home», чтобы выступить в защиту лошадей. По предложению Кэннона в альбом была включена переделанная версия песни «Stay Away from Lonely Places» с альбома 1972 года The Words Don’t Fit the Picture.
Первый сингл, заглавный трек, был выпущен 26 апреля 2019 года. Альбом Ride Me Back Home завершил «трилогию смертности» Нельсона, дополнив альбомы God’s Problem Child и Last Man Standing.

## Отзывы
| Совокупная оценка | Совокупная оценка |
| Источник          | Оценка            |
| ----------------- | ----------------- |
| Metacritic        | 77/100            |
| Оценки критиков   |                   |
| Источник          | Оценка            |
| Exclaim!          | [ 7 ]             |
| The Observer      | [ 8 ]             |

First Rose of Spring получил положительные отзывы от музыкальных критиков. На сайте Metacritic, который присваивает нормализованный рейтинг из 100 баллов рецензиям основных критиков, альбом получил 77 баллов из 100 на основе 12 рецензий, что означает «в целом благоприятные отзывы».
В Exclaim! отметили, что треки альбома доказывают, что восьмидесятилетний музыкант обладает не меньшим запасом энергии и бодрости, чем звезды кантри его возраста: «Нельсон так ловко исполняет песню „Ride Me Back Home“, что вам захочется попросить этого престарелого разбойника снова сесть в седло для еще одной захватывающей поездки». В The Observer написали, что хотя его «голос обветрился, как древесина, но его синхронность безупречна, а гитарные переливы в стиле текс-мекс захватывают. Ковбойский мудрец (и демократ Бето) остается уникальным».

## Коммерческий успех
Альбом Ride Me Back Home дебютировал на 2-м месте в хит-параде лучших кантри-альбомов Billboard Top Country Albums с 19 000 единиц в альбомном эквиваленте. По состоянию на март 2020 года альбом был продан в США в количестве 58 900 копий.

## Список композиций
| №                   | Название                                                 | Автор(ы)                                                        | Длительность |
| ------------------- | -------------------------------------------------------- | --------------------------------------------------------------- | ------------ |
| 1.                  | «Ride Me Back Home»                                      | Lucinda Hinton Joe Manual Debby Throckmorton Sonny Throckmorton | 3:35         |
| 2.                  | «Come on Time»                                           | Вилли Нельсон Бадди Кэннон                                      | 2:55         |
| 3.                  | «My Favorite Picture of You»                             | Гай Кларк                                                       | 3:55         |
| 4.                  | «Seven Year Itch»                                        | Нельсон Кэннон                                                  | 3:23         |
| 5.                  | «Immigrant Eyes»                                         | Clark                                                           | 4:34         |
| 6.                  | «Stay Away from Lonely Places»                           | Нельсон Don Bowman                                              | 3:59         |
| 7.                  | «Just the Way You Are»                                   | Билли Джоэл                                                     | 4:35         |
| 8.                  | «One More Song to Write»                                 | Нельсон Кэннон                                                  | 3:56         |
| 9.                  | «Nobody’s Listening»                                     | Skip Denenberg; Dan “Bee” Spears                                | 4:51         |
| 10.                 | «It's Hard to Be Humble» (с Lukas Nelson и Micah Nelson) | Mac Davis                                                       | 3:47         |
| 11.                 | «Maybe I Should’ve Been Listening»                       | Buzz Rabin                                                      | 3:50         |
| Общая длительность: | Общая длительность:                                      | Общая длительность:                                             | 43:20        |

## Чарты
| Чарт (2019)                        | Высшая категория |
| ---------------------------------- | ---------------- |
| Австрия (Ö3 Austria)               | 18               |
| Германия (Offizielle Top 100)      | 54               |
| Шотландия (Scottish Albums Chart)  | 18               |
| Швейцария (Schweizer Hitparade)    | 18               |
| США (Billboard 200)                | 18               |
| США (Billboard Top Country Albums) | 2                |

| Чарт (2019)                        | Позиция |
| ---------------------------------- | ------- |
| США Top Country Albums (Billboard) | 97      |